# Vélodrome de Toulon-Provence-Méditerranée
Le vélodrome de Toulon-Provence-Méditerranée est un vélodrome français situé à Hyères et qui accueillait l'équipe de France de cyclisme sur piste ces dernières années[Quand ?]. 

## Historique
- Elle ne cite pas suffisamment ses sources. Vous pouvez indiquer les passages à sourcer avec {{référence nécessaire}} ou {{Référence souhaitée}}, et inclure les références utiles en les liant aux notes de bas de page. (Marqué depuis janvier 2020)

De 1980 à 1989, trois Hyérois, Lucien Aimar (vainqueur du Tour de France 1966), Francis Garnier (alors président du Vélo Sport Hyérois) et Georges Bertolino (alors directeur sportif du Vélo Sport Hyérois) s’allient pour défendre un projet de vélodrome auprès de la Mairie de Hyères-les-Palmiers.
Le 29 avril 1989, grâce au soutien de la Fédération française de cyclisme (FFC), du Ministère de la Jeunesse et des Sports, du Conseil général du Var (Maurice Arreckx), des maires de Hyères-les-Palmiers (Léopold Ritondale) et de Toulon (François Trucy) le Vélodrome Hyères Toulon Var voit le jour sur la colline de Costebelle.
En 1991, le vélodrome devient le site d’entraînement permanent de l’équipe de France de sprint sous les ordres de Daniel Morelon, l’un des sportifs français les plus titrés de tous les temps (cinq médailles olympiques dont trois d’or, deux en vitesse en 1968 en 1972,  et en tandem en 1968, et sept titres de champion du monde).
Le 1er janvier 2004, le vélodrome devient un équipement de la communauté d’agglomération Toulon Provence Méditerranée et prend le nom officiel de « Vélodrome Toulon Provence Méditerranée ».
En 2006, l’ouvrage est doté d’une semi-couverture de bois et d’acier, d’un éclairage, d’une cabine de presse, d’une nouvelle tribune d’une capacité de six cents places, de nouveaux locaux administratifs et d’une salle de musculation. En 2007, les abords du vélodrome sont réhabilités, des parkings sont créés.

## Structure
Le vélodrome dispose des équipements suivants :
- Piste de cyclisme sur piste d'une longueur de 250 m, 7 m de large et des virages inclinés à 48°[2].
- Piste d'échauffement de cyclisme sur piste d'une longueur de 100 m.
- Salle de boxe.
- Salle de musculation.